# Прокуророво
Прокуророво — посёлок разъезда в Касторенском районе Курской области России. Входит в состав Андреевского сельсовета.

## География
Посёлок находится в восточной части Курской области, в лесостепной зоне, в пределах юго-западной части Среднерусской возвышенности, при железнодорожной ветке Ефремов — Валуйки, к востоку от реки Олым, на расстоянии примерно 7 километров (по прямой) к северу от посёлка городского типа Касторное, административного центра района. Абсолютная высота — 185 метров над уровнем моря.
Климат
Климат характеризуется как умеренный, со среднегодовой температурой воздуха +5,1 °C и среднегодовым количеством осадков 547 мм.
Часовой пояс
Посёлок Прокуророво, как и вся Курская область, находится в часовой зоне МСК (московское время). Смещение применяемого времени относительно UTC составляет +3:00.

## Население
| 2002 | 2010 |
| ---- | ---- |
| 16   | ↘12  |

Гендерный состав
По данным Всероссийской переписи населения 2010 года в гендерной структуре населения мужчины составляли 58,3 %, женщины — соответственно 41,7 %.
Национальный состав
Согласно результатам переписи 2002 года, в национальной структуре населения русские составляли 100 % из 16 чел.